# St. Anna (Eberstall)

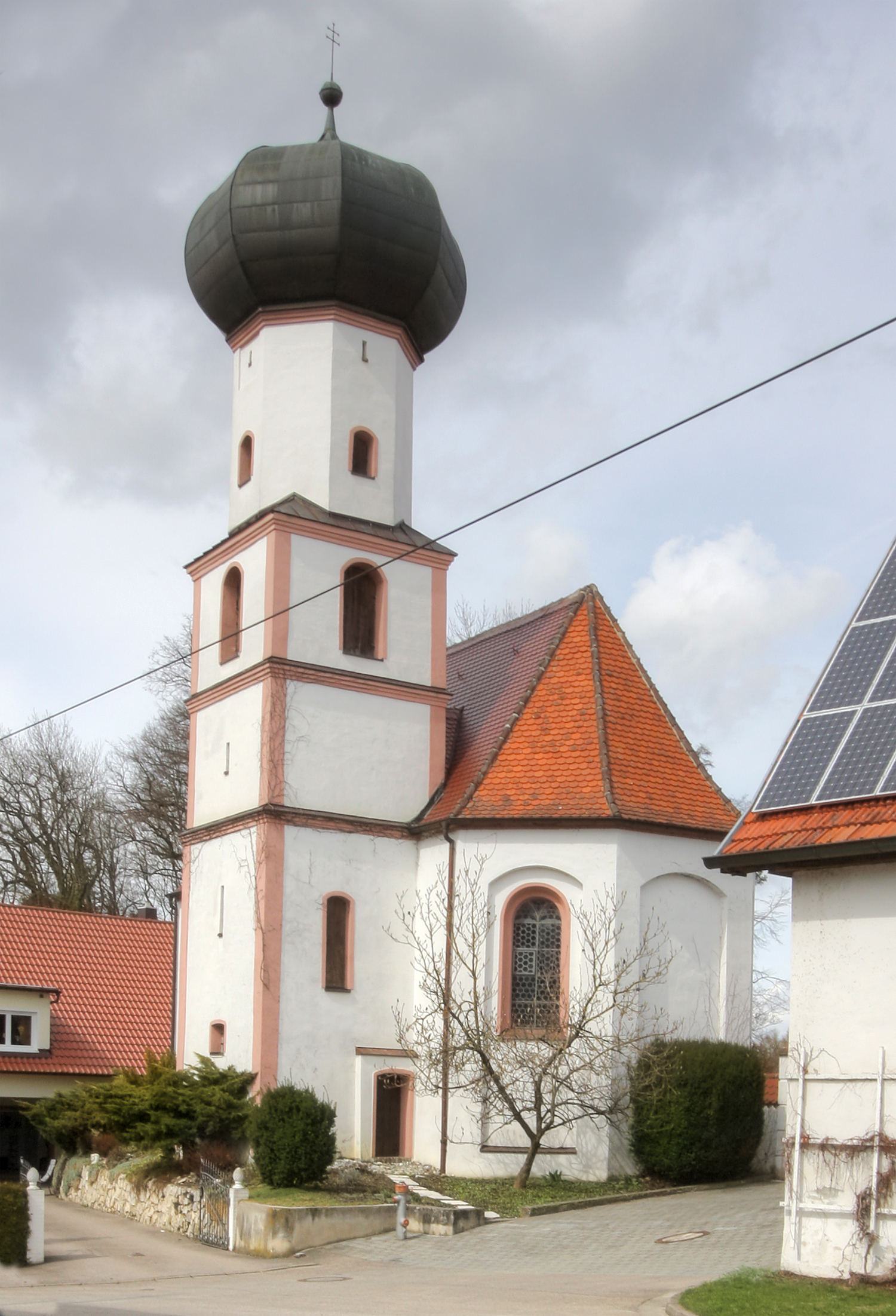
St. Anna (Eberstall), 2010

St. Anna ist eine römisch-katholische Kapelle in Eberstall, einem Ortsteil von Jettingen-Scheppach in Schwaben. Sie wurde um 1603 bis 1605 als Kapelle der ehemaligen Vorburg des Eberstaller Burgstalls erbaut und befand sich damals im Besitz der Freiherren vom Stain, später der Amerdinger Linie der Freiherren Schenk von Stauffenberg.

## Beschreibung
Die Kirche ist ein Saalbau mit einem dreiseitigen Schluss. Der Südturm hat einen quadratischen Grundriss mit aufgesetztem Oktogon, der in den Jahren 1983 bis 1984 eine ausladende Zwiebelhaube erhielt. Das Untergeschoss wird als Sakristei genutzt, die innen Stuckverzierungen und Schränke des frühen 18. Jahrhunderts besitzt. An der Westseite ist im Innenraum der Kirche eine Empore eingebaut mit Stuckaturen und Fresken aus dem späten 17. Jahrhundert. Die Fresken zeigen die Verehrung des Altarsakraments und Szenen aus dem Leben der Heiligen Joachim und Anna. Der Hochaltar im Chorraum mit den Figuren von Maria und ihren Eltern stammt von 1742 und wurde vermutlich von Ferdinand Luidl gefertigt. Die Mensa ist mit 1536 bezeichnet.